# Almonacid de la Sierra
Almonacid de la Sierra (aragónul Almonecir de la Sierra) település Spanyolországban,  Zaragoza tartományban. Almonacid de la Sierra La Almunia de Doña Godina, Alpartir, Tobed, Alfamén és Cosuenda községekkel határos. Lakosainak száma 759 fő (2024).

## Népesség
A település lakosságának változását az alábbi diagram mutatja:
| Lakosok száma | 861  | 894  | 821  | 815  | 781  | 752  | 701  | 735  | 756  | 759  |
|               | 2001 | 2004 | 2007 | 2009 | 2012 | 2014 | 2017 | 2019 | 2022 | 2024 |